# Рзаева, Агабаджи Исмаил кызы
Агабаджи Исмаил кызы Рзаева (азерб. Ağabacı İsmayıl qızı Rzayeva; 1912, Баку — 1975, там же) — азербайджанский советский композитор, Заслуженный деятель искусств Азербайджанской ССР (1960), первая в Азербайджане женщина-композитор.

## Биография
Агабаджи Рзаева родилась 15 декабря 1912 года в Баку в семье музыкантов. Отец Агабаджи Исмаил Рзаев был известным исполнителем народных песен на таре в 30-40-е годы. Дедом композитора по отцу был знаменитый тарист Мирза Фарадж Рзаев.
В своё время известный в те годы композитор Узеир Гаджибеков посоветовал отдать Агабаджи Рзаеву и её сестру в музыкальный техникум. Несмотря на консервативный характер родителей, отказывать Гаджибекову никто не стал.
В 1930 году Агабаджи Рзаева окончила педагогический техникум в Баку, а в 1940 году — музыкальное училище по классу тара Сеида Рустамова. В 1935—1944 годах Рзаева выступала в качестве таристки в оркестре азербайджанских народных инструментов, а также была ответственным музыкальным редактором Азербайджанского радио.
В 1938 году Агабаджи Рзаева принимала участие в Декаде азербайджанского искусства в Москве, и, вместе с другими участниками декады была принята в Кремле Иосифом Сталиным. Первым значимым музыкальным произведением Рзаевой был написанный в 1941 году «Патриотический марш» для оркестра народных инструментов. Услышав этот марш, композитор Узеир Гаджибеков предложил Рзаевой поступить в консерваторию на композиторский факультет, в его класс. Так, в период с 1941 по 1947 год Рзаева получала образование в Азербайджанской консерватории по классу композиции Узеира Гаджибекова.
Агабаджи Рзаева является автором ряда песен и романсов. Ей была сочинена также музыкальная комедия «Не спорь» (1965, совместно с И. Гулиевым), пьеса для струнного квартета оркестра народных инструментов. Помимо этого Рзаева создала семь романсов на слова Насими и другие произведения. Большинство написанных ею песен (более 60) посвящены детям («Кукла», «Ласточка», «Моя белая голубка», «Мастера завтрашнего дня», «Маленький капитан», «Я гвоздика» и др.).
Рзаева три раза (в 1950, 1953 и 1955 гг.) избиралась депутатом в Бакинский совет, а в 1963 году стала депутатом Верховного Совета Азербайджанской ССР.
В 1960 году Рзаевой было присвоено звание Заслуженного деятеля искусств Азербайджанской ССР. Награждена орденами «Трудового Красного Знамени» (09.06.1959) и «Знак Почёта» (1972 в связи с 60-летием).
Скончалась Агабаджи Рзаева 5 июля 1975 года. Похоронена на II Аллее почётного захоронения в Баку.